# Otto – Der Film
Otto – Der Film ist eine deutsche Filmkomödie aus dem Jahr 1985. Unter der Regie von Xaver Schwarzenberger agiert der Komiker Otto Waalkes in seinem ersten Kinofilm.
Es ist der (allerdings nur auf die Bundesrepublik Deutschland bezogen) bis heute dritterfolgreichste deutsche Kinofilm seit Beginn der Zuschauerzahlenerfassung 1968. Von der deutschen Erstaufführung am 19. Juli 1985 bis Jahresende sahen rund 14,5 Millionen (8,8 Mio. in der Bundesrepublik Deutschland, 5,7 Mio. in der DDR) Kinobesucher den Film.

## Handlung
Das Anfangsbild zeigt auf dem Wasser treibende Trümmer. Aus einer Toilettenbrille taucht plötzlich Otto auf, der den Zuschauern kurz darauf seine Lebensgeschichte schildert sowie die Umstände, wie es zu dieser Katastrophe kommen konnte.
Otto wächst im beschaulichen Ostfriesland unter den Fittichen seiner dominierenden Mutter auf. Eines Tages beschließt er, sein Glück in der großen Stadt (Hamburg) zu suchen. Der schmierige Kredithai Shark leiht ihm 5.000 Mark Startkapital. Otto unterzeichnet blauäugig den dubiosen Kontrakt, ohne das Kleingedruckte zu lesen, da das nach Sharks Hinweis „schlecht für die Augen“ sei.
Mit einem klapprigen Kombi und einer Dachgeschosswohnung ausgestattet, startet Otto seine Firma „OSSI“ alias „Ottis Super-Service International“ als Ideenlieferant für andere Menschen. Sein erster Kunde ist ein Unternehmer, der Springböcke per Schiff von Afrika nach Deutschland einführen will. Gegen seine Besorgnis, die Tiere könnten über den zu niedrigen Zaun seines Hauses springen, hat Otto auch sofort das richtige Konzept parat: Die Springböcke sollen mit Eimern voll Zement am Boden gehalten werden. Das notwendige Baumaterial will Otto sich auf einer Baustelle „besorgen“. Zur gleichen Zeit sind auch der angebliche Jetset-Millionär Ernesto und seine Verlobte Silvia dort, um ihr zukünftiges Domizil zu besichtigen. Dabei fällt Silvia vom Balkon des Rohbaus, wird aber von Otto aufgefangen, der eigentlich einen Zementsack fangen wollte. Otto, der sich erwischt glaubt, flüchtet vor der Geretteten. Zu Hause wartet neuer Ärger. Der Kunde hat den Auftrag storniert, und der Geldhai fordert eine im Kleingedruckten vereinbarte Zahlung von 9876,50 DM, die Otto natürlich nicht hat. Shark gibt ihm eine Schonfrist, um das Geld zu besorgen.
Die vermögende Konsulin von Kohlen und Reibach dankt Otto telefonisch für die Rettung ihrer Tochter und er möge sich bitte eine Belohnung abholen. Otto sieht die Chance, seine Schulden zu bezahlen, erhält aber enttäuschenderweise nur eine Flasche vermeintlich billigen Weins. Bei der Feier erfährt Otto, dass Ernestos Verlobungsring und eine wertvolle Jagdtrophäe exakt den Wert von 9876,50 DM haben. Doch immer, wenn er eines der Objekte einstecken will, erwacht die per Schlaflied flachgelegte Konsulin. Außerdem steht ihm sein schlechtes Gewissen im Weg. Auch die Teilnahme an einer Treibjagd bringt keinen Erfolg, da er es nicht über das Herz bringt, den schon Jahrzehnte die Jäger narrenden Rammler zu erschießen und 9876,50 DM zu kassieren. Da sich Otto längst in die tierliebe Silvia verliebt hat, rettet er den Hasen und fährt mit ihm und Silvia zu sich nach Hause. Hier will er mithilfe seines Buches Silvias Herz erobern, muss sie aber zu einem Treffen im Club begleiten. An der Tür abgewiesen, leert er schließlich die Flasche Wein mit einem Edel-Clochard (Johannes Heesters). Dabei erfährt er, dass der Wein auf der letzten Auktion 9876,50 DM erzielte und er die Lösung seiner Geldprobleme die ganze Zeit mit sich herumgetragen hat.
Nachdem er dem Kredithai Shark versehentlich seine Liebe gestanden hat und der ihm dafür die Schulden erlässt, will Otto mit Silvia ein neues Leben beginnen. Dabei gerät er in einen Banküberfall der streitsüchtigen Gangster Sonnemann und Haenlein, die exakt das Zehnfache des geschuldeten Geldbetrags von 9876,50 DM erbeuten. Er horcht Silvia und ihre Mutter getarnt als Friseur aus und erfährt, dass sie mit Ernesto zu dessen Zweitwohnsitz nach Rio de Janeiro fliegen wollen. Dazu sagt die Konsulin ihrer Tochter, dass sie Otto nie wieder sehen werde. Am Vorabend der Abreise taucht Silvia bei Otto auf. Er hat mit ihr ein Date, anschließend übernachtet sie sogar bei ihm. Doch am nächsten Morgen gibt er sich als ein selbstgefälliger, gefühlloser Macho. Otto bereut sein Verhalten und schmuggelt sich an Bord des Fluges, wo er unter den Fluggästen die beiden Bankräuber erkennt. Seine Warnung über Funk an Interpol landet als Durchsage im Passagierraum, woraufhin die Bankräuber das Flugzeug kapern und versehentlich die Piloten k.o. schlagen. Otto kann wenig später als falscher Pilot die Bankräuber überzeugen, ihm das Steuer zu überlassen und fliegt nun selbst den Jumbo-Jet mit einigen abrupten Flugmanövern. Im Angesicht des Todes gesteht Ernesto, dass er nur ein mittelloser Hochstapler ist und nicht Ernesto, sondern ausgerechnet Harald heißt. Otto versucht, das Flugzeug auf einem Flugzeugträger zu landen, den er für Rio hält – was in einer großen Zerstörungsorgie endet und das Trümmerfeld vom Anfang erklärt.
Otto und die anderen Überlebenden retten sich auf eine nur von Karnevals-Eingeborenen bevölkerte Insel, auf der Otto und Silvia endlich ein Paar werden.

## Auszeichnungen
- 1985
  - Goldene Leinwand für über 3 Mio. Kinobesucher
  - Jupiter (Kategorie: Bester Film)
  - Die Deutsche Film- und Medienbewertung FBW in Wiesbaden verlieh dem Film das Prädikat „wertvoll“.[1]

## Kritiken
„Qualitätsarbeit eines satirischen Profi-Teams.“

„Ein Feuerwerk an überwiegend amüsanten, manchmal auch unbekümmert frechen Gags, durch die banale Komödienhandlung zusammengehalten; handwerklich solide.“

35 Jahre nach dem Kinostart von „Otto – Der Film“ wurde im Juli 2020 debattiert, ob die Komödie streckenweise rassistisch sei. Stein des Anstoßes waren Filmszenen, in denen Otto als betrügerischer Sklavenhändler auftritt und seinen afroamerikanischen Komplizen (gespielt von Günther Kaufmann) als Neger und Bimbo bezeichnet. Kritiker, unter anderem von der Initiative Schwarzer Menschen in Deutschland, werfen Otto darin kulturell unsensible bis rassistische Äußerungen vor. Matthias Wendlandt, Geschäftsführer der Produktionsfirma, wies den Rassismusvorwurf gegenüber der Deutschen Presse-Agentur als Missverständnis zurück. Die „bloße Nennung bestimmter Begriffe“ genüge zum Beweis des Vorwurfs nicht. Waalkes selbst lehnte nach Angaben seiner Sprecherin ein Interview zu dem Thema wegen laufender Dreharbeiten ab.

## Sonstiges
- Otto – Der Film ist laut Guinness-Buch der Rekorde nach wie vor mit über 14 Millionen Zuschauern der erfolgreichste deutschsprachige Film in Deutschland seit Einführung der Zuschauererfassung im Jahr 1968. 2001 wurde er zwar offiziell von Der Schuh des Manitu mit zwölf Millionen Kinobesuchern abgelöst, dies ist aber nur der Tatsache geschuldet, dass Otto – Der Film im statistisch erfassten Westdeutschland lediglich ca. 8,7 Millionen Zuschauer anzog. Er lief aber ein Jahr später 1986 auch in den Kinos der DDR an, so dass er auf die Gesamtbesucherzahl der anfangs genannten über 14 Millionen Kinogänger kommt und damit (faktisch) noch immer erfolgreicher ist als Der Schuh des Manitu. Siehe auch: Liste der erfolgreichsten Filme in Deutschland.
- Der Film lebt von einer teilweise losen Aneinanderreihung von Gags aus den Otto-Shows, die mittels einer grob skizzierten Handlung miteinander verbunden werden. Dazu zählen das Jagdhorn-ABC von „Oberförster Pudlich“, die Mimik-Performance zu Mein kleiner grüner Kaktus von den Comedian Harmonists, das Schlaflied mit den Schafen („Haaaraaald!“) sowie die Pfarrer-Parodie.
- Im Film haben einige bekannte Schauspieler und Persönlichkeiten Gastauftritte. Neben Gottfried John und Andreas Mannkopff als Bankräuber treten unter anderem Johannes Heesters (als Obdachloser), Klaus Dahlen, die Synchronsprecher Karl-Ulrich Meves und Eric Vaessen, Günther Kaufmann (als afroamerikanischer US-Soldat), Herbert Weissbach, Tilly Lauenstein sowie Karl Schönböck als „Baron Marckbiss“ in teils kleinsten Nebenrollen auf. Eine besondere Gastrolle hat der ehemalige Fußball-Torwart Wolfgang Kleff als Friseur und Spiegelbild von Otto. Er bekam wegen seiner Ähnlichkeit mit Waalkes, mit dem er eng befreundet ist, auch den Spitznamen „Otto“ verpasst.
- Der Ernesto-Darsteller Sky du Mont wirkte ebenfalls in Der Schuh des Manitu und (T)Raumschiff Surprise – Periode 1 mit und damit in den drei erfolgreichsten deutschen Filmen seit Beginn der Zuschauerzählung 1968.
- Die Szenen mit dem Jumbo-Jet (gesteuerte Rolle, Kofferabwurf sowie die Landung auf dem Flugzeugträger nebst anschließender Zerstörung) entstammen der französischen Filmkomödie Ticket ins Chaos und wurden hier wiederverwendet. Zudem kopierte man eine ebenfalls in Ticket ins Chaos enthaltene Szene (Hauptdarsteller Coluche wird in New York von Gangstern überfallen, welche ihm die Kleidung zerschneiden, bis sie feststellen, dass er mit einem Bekannten der Gauner gut befreundet ist) 1:1 für einen anderen Waalkes-Streifen, Otto – Der Außerfriesische.
- Waalkes und Cardinahl mimten auch im vierten Film der Reihe – Otto – Der Liebesfilm – ein Liebespaar.
- Als Jessika Cardinahl die Rolle für den Otto-Film bekam, dachte sie nach eigenen Angaben zuerst, es handele sich um den Otto-Versand.
- Der Name der Familie „von Kohlen und Reibach“ ist ein Wortspiel mit der Adelsfamilie von Bohlen und Halbach, ebenso ist der Name von „General Stussner“ eine Anspielung auf den ehemaligen Diktator Paraguays, Alfredo Stroessner. Zudem ist die Figur der Kammersängerin Anneliese Grünenthaler eine Anspielung auf Anneliese Rothenberger.
- Der Name der Künstleragentur „Floppmann und Flau“, für die Otto im Seniorenheim auftritt, ist eine Anspielung auf die Konzertagentur Lippmann & Rau.
- Bei einigen Ausstrahlungen im deutschen Fernsehen wurden am Ende Szenen entfernt. So wurde unter anderem nach einer Großaufnahme von Otto im Cockpit auf das Trümmerfeld umgeblendet. Dagegen fehlt der Teil, in dem der Jumbo-Jet auf dem Flugzeugträger aufsetzt und dort alles zerstört. In einer anderen Szene retten sich die Überlebenden des Absturzes auf die einsame Insel, kurz darauf Szenenwechsel zu Otto und Silvia, die sich küssen. Herausgeschnitten wurde, wie Elisabeth Wiedemann zu den Überlebenden eine Ansprache hält und sie darüber aufklärt, sie seien die einzigen Zivilisierten dieses Eilandes. Daraufhin erscheint eine Truppe von Eingeborenen, verkleidet mit Sachen der Gestrandeten, die zum Narrhallamarsch einmarschieren. Der Anführer meint im gebrochenen Deutsch „Hier fliegen gleisch die Löscher ausm Käse!“, woraufhin sich die Überlebenden in die Polonaise einreihen (Polonäse Blankenese).
- Bei den Dreharbeiten zum Film wurde Otto Waalkes für die Sendung Verstehen Sie Spaß? hereingelegt: Für die Szene auf dem Bau, in der Otto in sein Auto springen und wegfahren sollte, wurde ein ferngesteuerter Unterbrecher in den Anlasser des Wagens eingebaut. Dadurch sprang der Wagen nicht an, wenn Waalkes ihn starten wollte, startete jedoch problemlos bei Versuchen anderer Personen. Kurt Felix, damals Moderator der Unterhaltungssendung, wurde als Automechaniker in die Aktion gebracht und deckte den Scherz auf.
- In einer Friedhofsszene werden sowohl der deutsche Sänger Heino als auch Michael Jacksons Musikvideo Thriller parodiert. In der Szene entsteigen mehrere Heinos mit Gitarren ihren Gräbern und beginnen zu einer Version von Schwarzbraun ist die Haselnuss im Stil der Musik von Thriller zu tanzen, wobei sie sich wie Humanoide Roboter bewegen. Zum Schluss marschiert die Gruppe im Stechschritt davon.
- Der Stepptanz vor dem griechischen Restaurant bei strömendem Regen ist eine offenkundige Hommage an Gene Kelly.
- Im Rahmen der Unterzeichnung des Kreditvertrages bei Shark erklingt zum Bild eines Aquariums mit Raubfischen das musikalische Hauptthema des Films Der weiße Hai.
- Während Otto als Küchenhelfer arbeitet, parodiert er den Schlagzeug-Part von Fred Astaire aus dem Film Ein Fräulein in Nöten (1937).
- Bei der Szene mit Johannes Heesters als Clochard erklingt im Hintergrund das Auftrittslied des Grafen Danilo – Da geh’ ich zu Maxim – aus der Operette Die lustige Witwe von Franz Lehár, welches durch Heesters zum Evergreen wurde.
- Die Fernseh-Erstausstrahlung erfolgte am 26. April 1988 im ZDF[6] und war mit 16,86 Mio. Zuschauern der meistgesehene Spielfilm dieses Jahres.